# مايك إيفانز (لاعب كرة قدم أمريكية)
مايك إيفانز (بالإنجليزية: Mike Evans)‏ هو لاعب كرة قدم أمريكية أمريكي، ولد في 6 أغسطس 1946 في فيلادلفيا في الولايات المتحدة.

## وصلات خارجية
- مايك إيفانز على موقع مرجع كرة القدم المحترفة.كوم (الإنجليزية)